# Зегер, Эрнст
Эрнст Зе́гер (нем. Ernst Seger, 19 сентября 1868, Нова-Руда, Пруссия (ныне Нижнесилезского воеводства, Польши) — 12 августа 1939, Берлин) — немецкий скульптор. Профессор.

## Биография
Родился в Нижней Силезии. После окончания гимназии в Нысе, в 1884 году поступил в школу искусств в Бреслау, в которой обучался до 1886 года. Ученик Роберта Хёртеля. Затем продолжил обучение в Париже. С конца 1880-х годов, он впервые получил и выполнил крупные заказы общественных памятников. После его работы в 1893-1894 гг. в парижской мастерской Огюста Родена, руководил собственной студии в Берлине.
Работал в скульптурной студии-мастерской Силезского музея изящных искусств в Бреслау под руководством Кристиана Беренса.
С 1894 Эрнст Зегер постоянно жил в Берлине, где и умер в 1939 году.

## Творчество

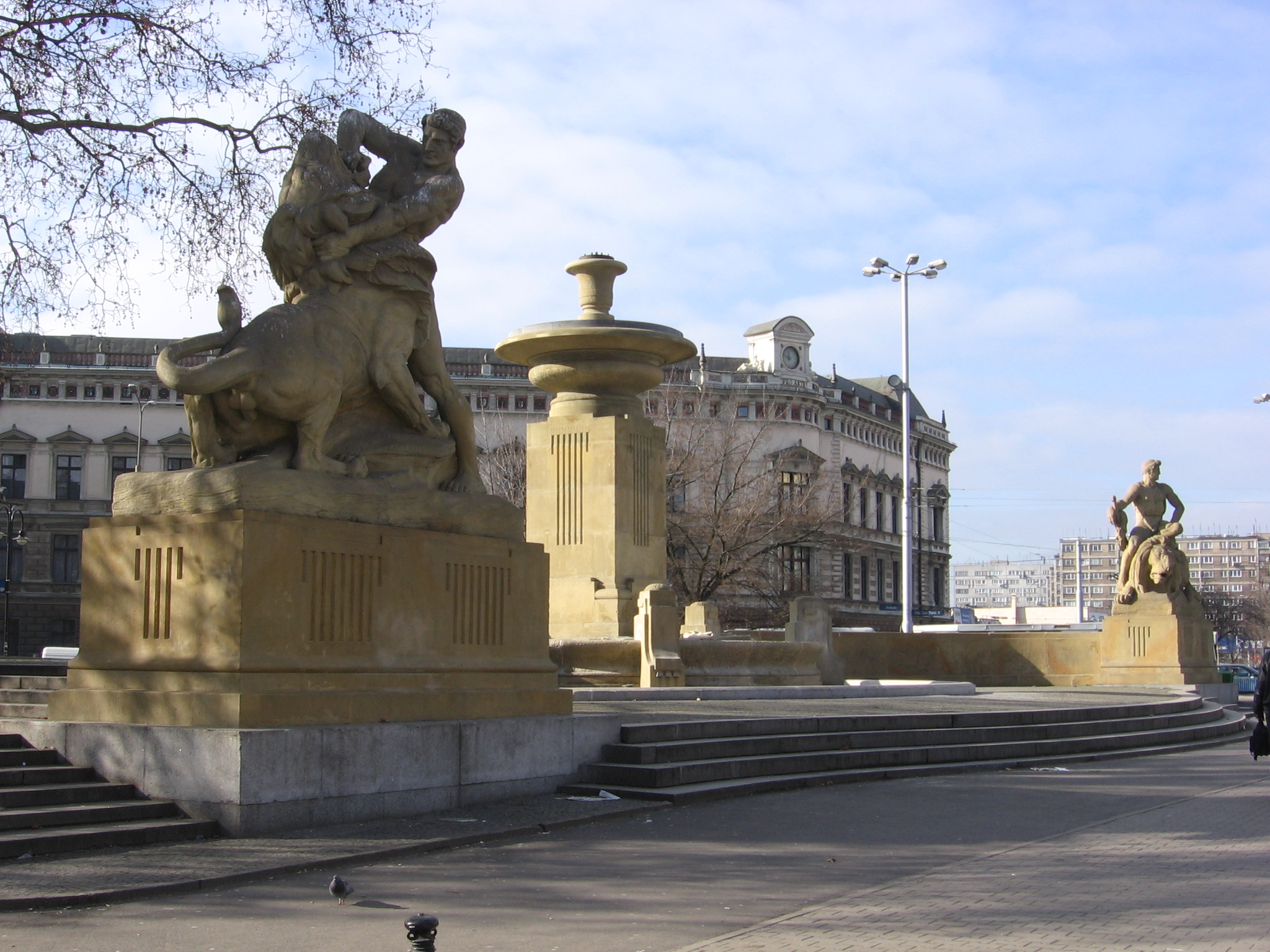
Скульптуры-аллегории «Борьба» и «Победа» (1905)

Эрнст Зегер — автор ряда памятников в Берлине, Вроцлаве, Нысе, Клодзко, Свиднице, небольших скульптур в бронзе и мраморе и др. Многие его творения были уничтожены в годы второй мировой войны и не сохранились до настоящего времени. Среди уцелевших — скульптуры-аллегории «Борьба» и «Победа», украшающие сейчас фонтан на вроцлавской площади Иоанна Павла II.

## Работы

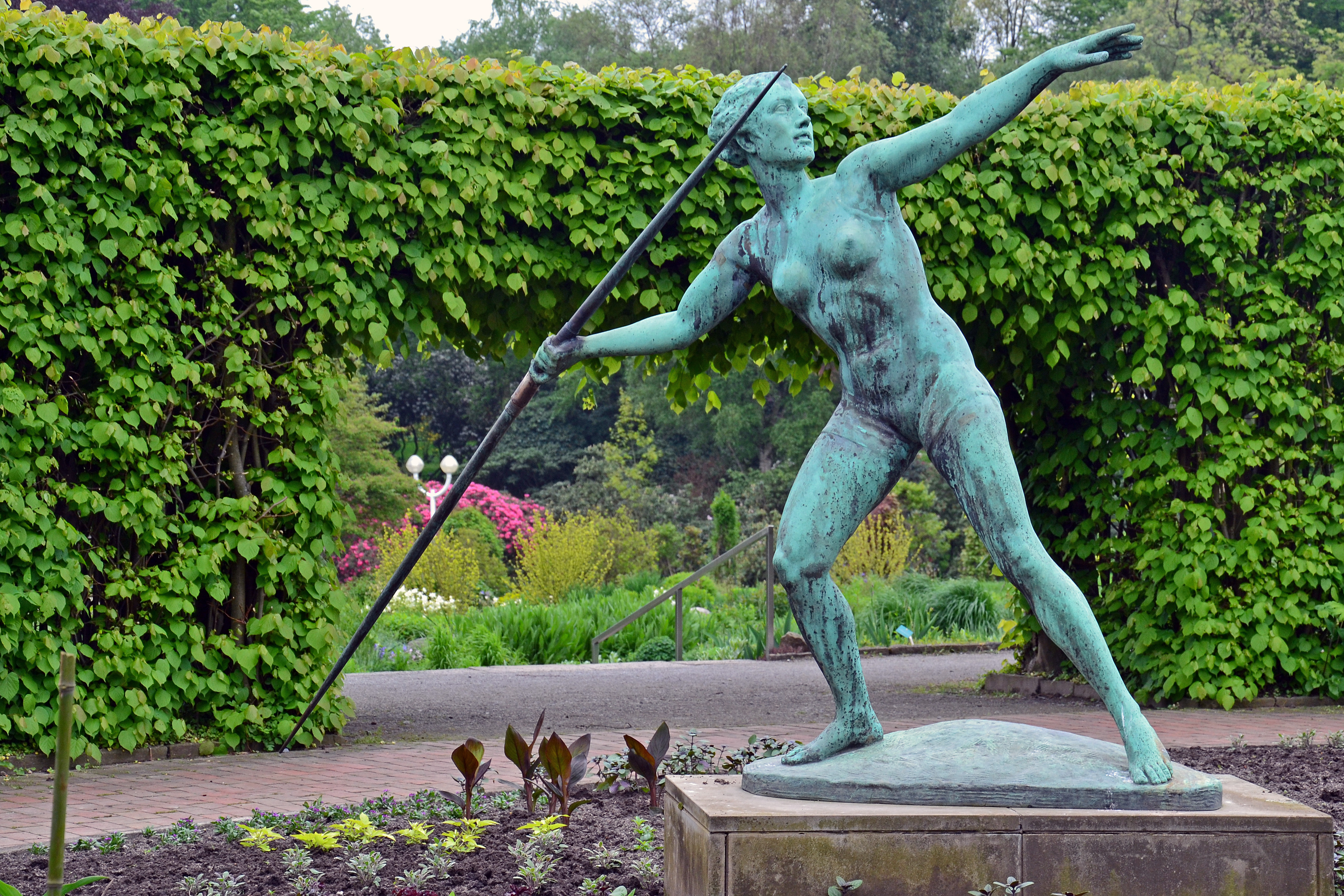
Копьеметательница. Эссен.(1937)
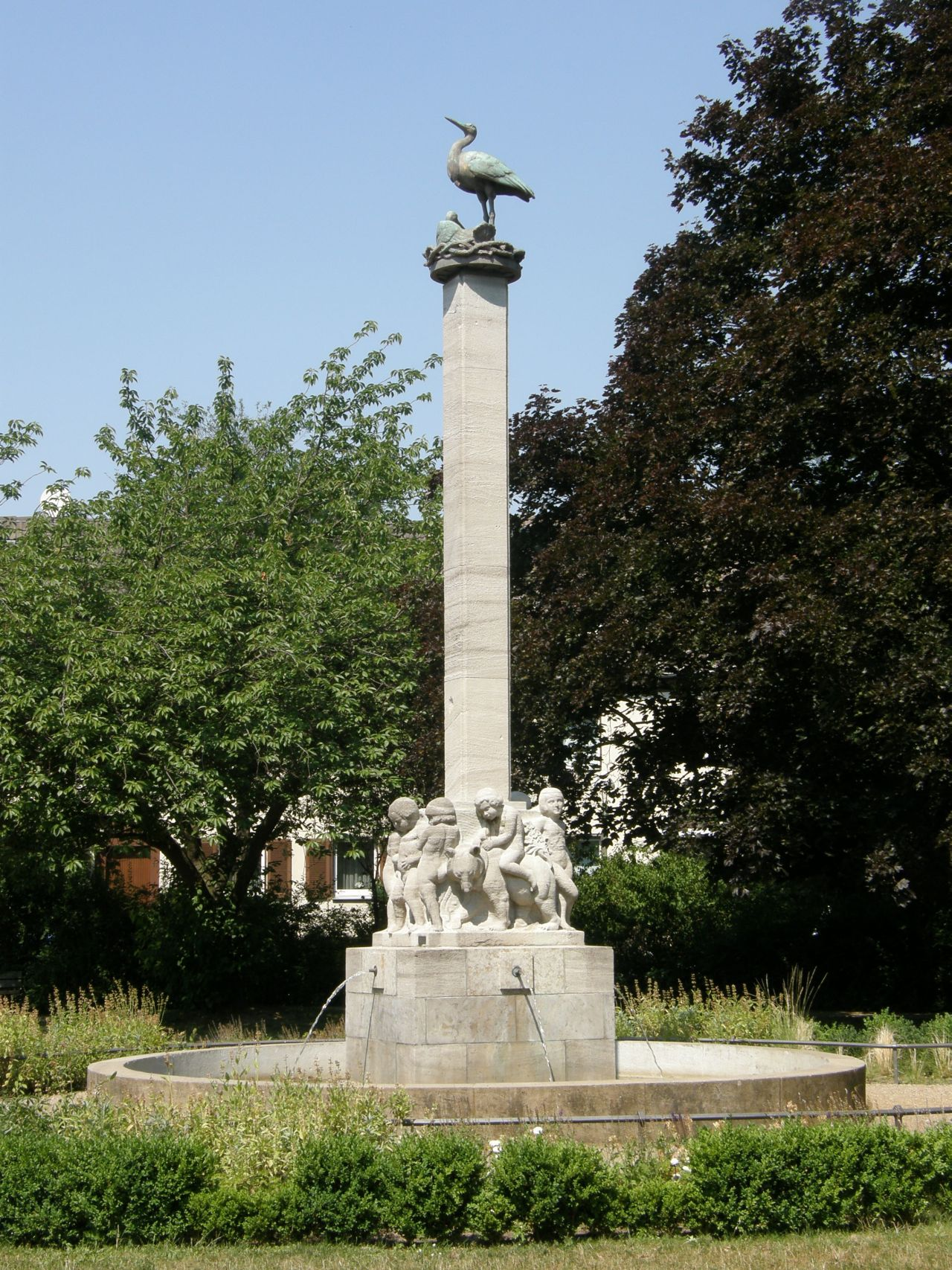
Фонтан «Аист». Темпельхоф. Берлин. (1931)
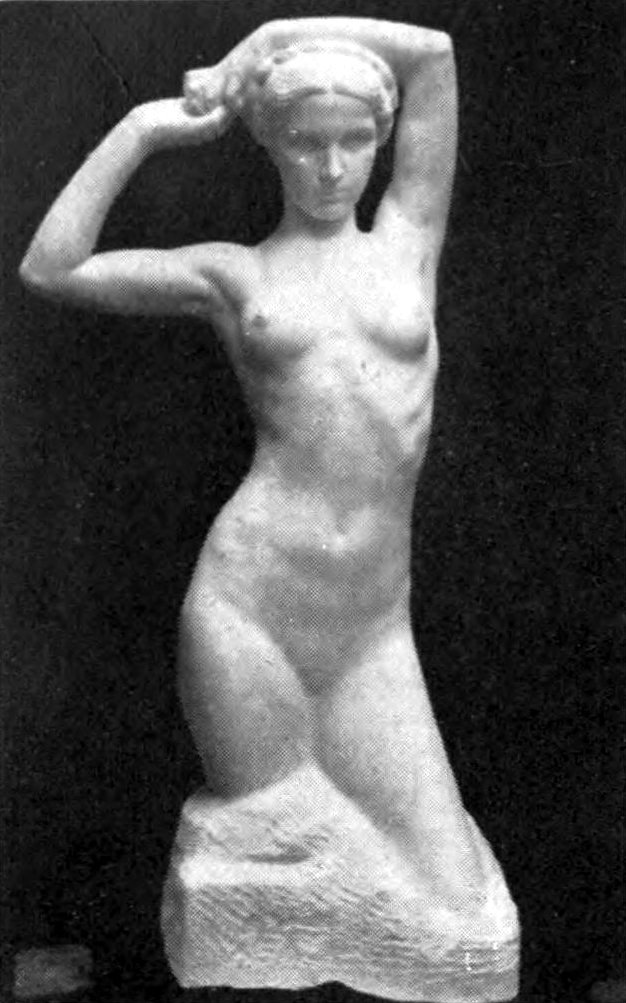
Обнаженная девушка
Фонтан «Борьба» и «Победа» на фото 1905 г.